# 56 レオナード・ストリート
56 レオナード・ストリート (56 Leonard Street) は、ニューヨーク市マンハッタン区トライベッカのレオナード・ストリート (en) にある超高層ビルである。

## 概要
高さは60階建ての821フィート (250 m)で、2015年現在トライベッカで一番高い建物である。設計はヘルツォーク&ド・ムーロン建築事務所で、この建物を"空中に積み重なる家"と表現している。デベロッパーはIzak Senbaharである。
このビルは45ユニットのコンドミニアムで、ユニットあたりの価格はUS$3500万からUS$5000万、サイズは1,418 - 6,400平方フィート (131.7 - 594.6 m2)、2-5ベッドルームとなり、各ユニットには屋外のスペースも付くことになっている。
2013年6月、このビルのペントハウスはUS$4700万で売れ、ミッドタウンより南のマンハッタンの建物で過去最高値となった。
2015年6月に最頂部に到達し、2017年に完成した。

## 設計
56 レオナード・ストリートのビルおよび内装はヘルツォーク&ド・ムーロンによる設計で、内装はデザイン・キッチンやバスルーム、暖炉、その他の付属品などが設置される。地上に置かれる彫刻はアニッシュ・カプーアが設計する。
en:Goldstein, Hill & West Architects LLPが建設を監督する。
9階と10階には17,000平方フィート (1,600 m2)のアメニティ空間が設けられ、75フィート (23 m)のプールや25席の映写室、プライベート・ダイニング・ルーム、子供のプレイ・ルームが置かれる。エレベータは7機設置され。また、発電機が9階に設置されることになっている。
上の8階分は、各階が一つのユニットで占められ、面積は5,200 - 6,400平方フィート (480 - 590 m2)、天井の高さは14 - 19フィート (4.3 - 5.8 m)となる。さらに、一階のロビーは高さ二階分で"輝く"黒い花崗岩で覆われる